# Morton Deyo
Morton Lyndholm Deyo (1er juillet 1887 - 10 novembre 1973) est un vice-amiral américain de l'US Navy, commandant de la force opérationnelle de soutien aux tirs navals pendant la Seconde Guerre mondiale.

## Histoire
Né en juillet 1887 à Poughkeepsie, dans l'État de New York, il est diplômé de l'Académie navale d'Annapolis en 1911 et entame une carrière de 38 ans dans la marine : son grade le plus élevée en service actif est contre-amiral, atteignant cependant le grade de vice-amiral à sa retraite. Il reçut trois médailles d'honneur, la Navy Distinguished Service Medal (Navy) et la Legion of Merit à deux reprises. 
Deyo a servi dans les flottes de l'Atlantique et du Pacifique. Dans l'Atlantique, il commanda les destroyers fournissant la première assistance d'escorte américaine aux convois alliés en Angleterre, juste avant l'attaque japonaise sur Pearl Harbor. Plus tard, il commanda le soutien des tirs navals à Utah Beach lors de l'invasion de la Normandie, de la Task Force 129 au bombardement de Cherbourg, ainsi que lors de l'invasion du sud de la France. 
Une fois transféré dans le Pacifique, le contre-amiral Deyo assuma le commandement de la 13e division de croiseurs. Il commanda l'artillerie navale et des forces de couverture pour l'assaut et l'occupation de la bataille d'Okinawa. Pendant la bataille, il fut le dernier commandant naval à former une ligne de bataille avec des cuirassés alors qu'ils se préparaient à intercepter le cuirassé Yamato. À la fin de la guerre, il accepte la reddition des forces japonaises à Sasebo (Kyūshū) et dirige l'occupation alliée de l'ouest du Japon. 

## Honneurs
Le destroyer USS Deyo (DD-989) de la classe Spruance est le premier navire nommé en l'honneur du vice-amiral Deyo. Il est mis en service le 22 mars 1980 et est coulé comme cible le 25 août 2005 dans l'Atlantique. 